# Оттавіано Леоні
Оттавіано Леоні або  Оттавіо Леоні (італ. Ottavio Leoni 1578,Рим — 1630) — італійський художник і гравер доби римського бароко XVII ст.

## Життєпис
Народився в Римі. Походить з родини художника та медальєра Лодовіко Леоні (1531–1606). Художню майстерність опановував в майстерні батька. Брався за створення вівтарних образів для римських церков, портрети. Опанував гравюрні техніки, переводив портрети олійними фарбами в графічні. Зробив низку малюнків-портретів художників-сучасників, чим зробив вартісний внесок в іконографію римських художників доби бароко. Єдиний серед римських художників, хто створив малюнок-портрет Мікеланджело да Караваджо та багатьох представників табору, ворожо налаштованих до нього.
Був членом гільдії святого Луки в Римі. Згодом був обраний 1614 року головою гільдії святого Луки в Римі.

## Вибрані твори
- Вівтар «Благовіщення»
- Вівтар «Мадонна з немовлям і Св. Джачінто»
- Вівтар «Святі Карло, Франциск Ассізький та Ніколо Урбинський»
- «Мучеництво Святого Мартина»
- «Кардинал Шипіоне Боргезе»
- «Папа римський Григорій XV»
- «Шляхетна пані в червоному»

## Твори олійними фарбами

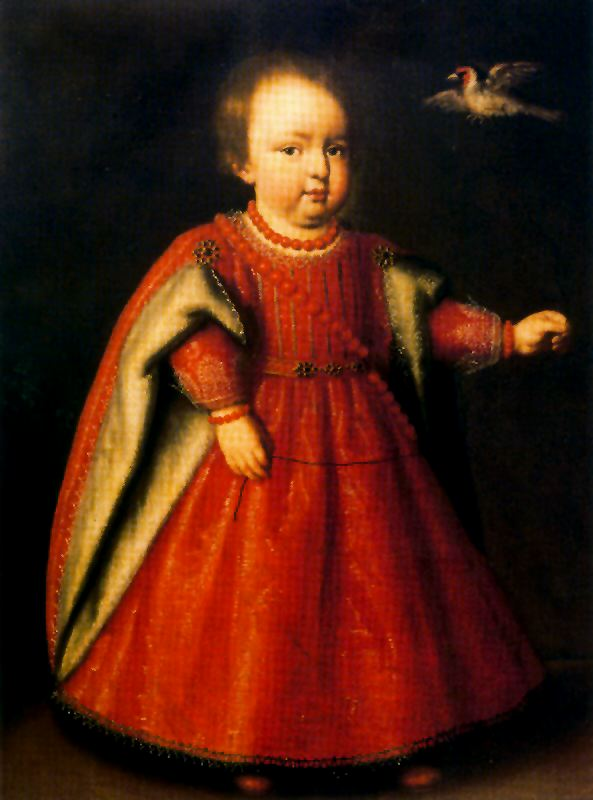
«Анна Камілла Барберіні дитиною», бл. 1630
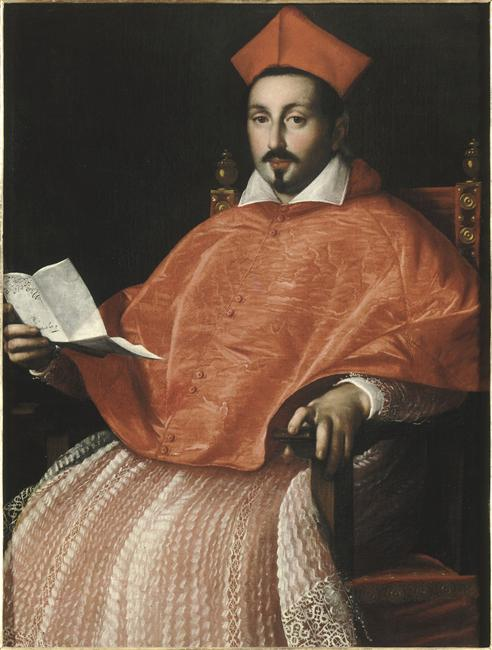
«Кардинал Шипіоне Боргезе»
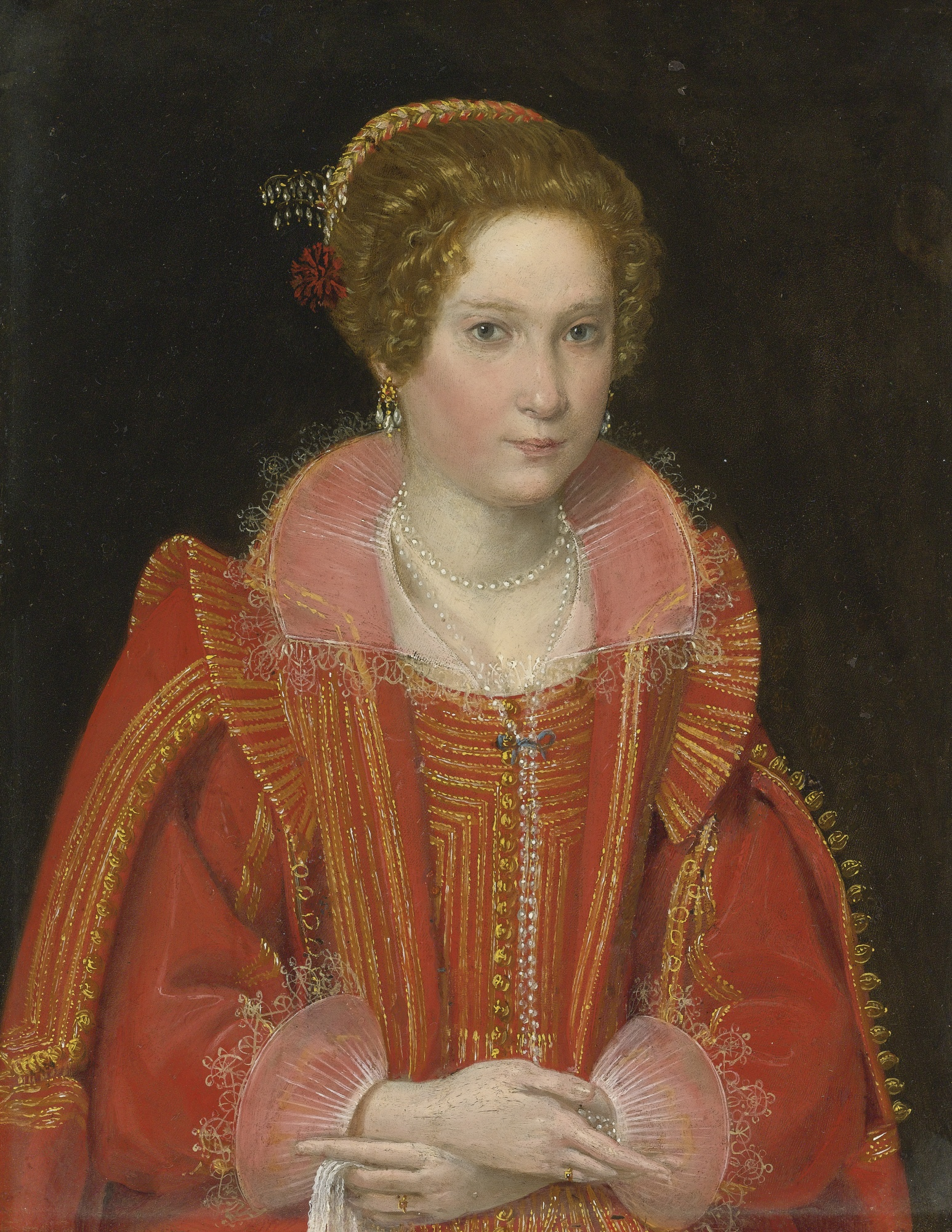
«Шляхетна пані в червоному»

## Графічні портрети і малюнки роботи Оттавіано Леоні

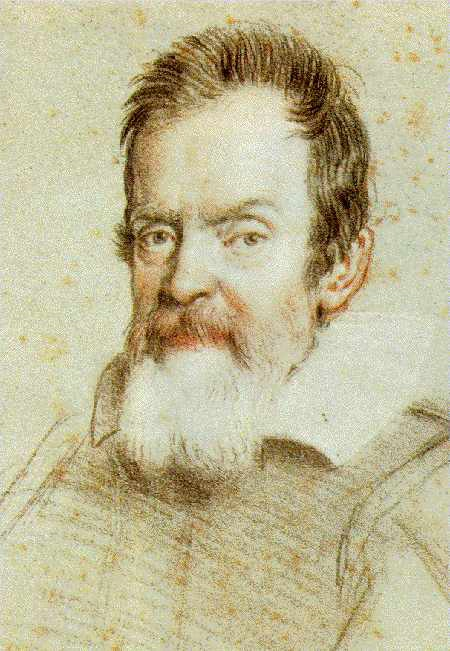
«Галілео Галілей», бібліотека Маручелліана, Флоренція
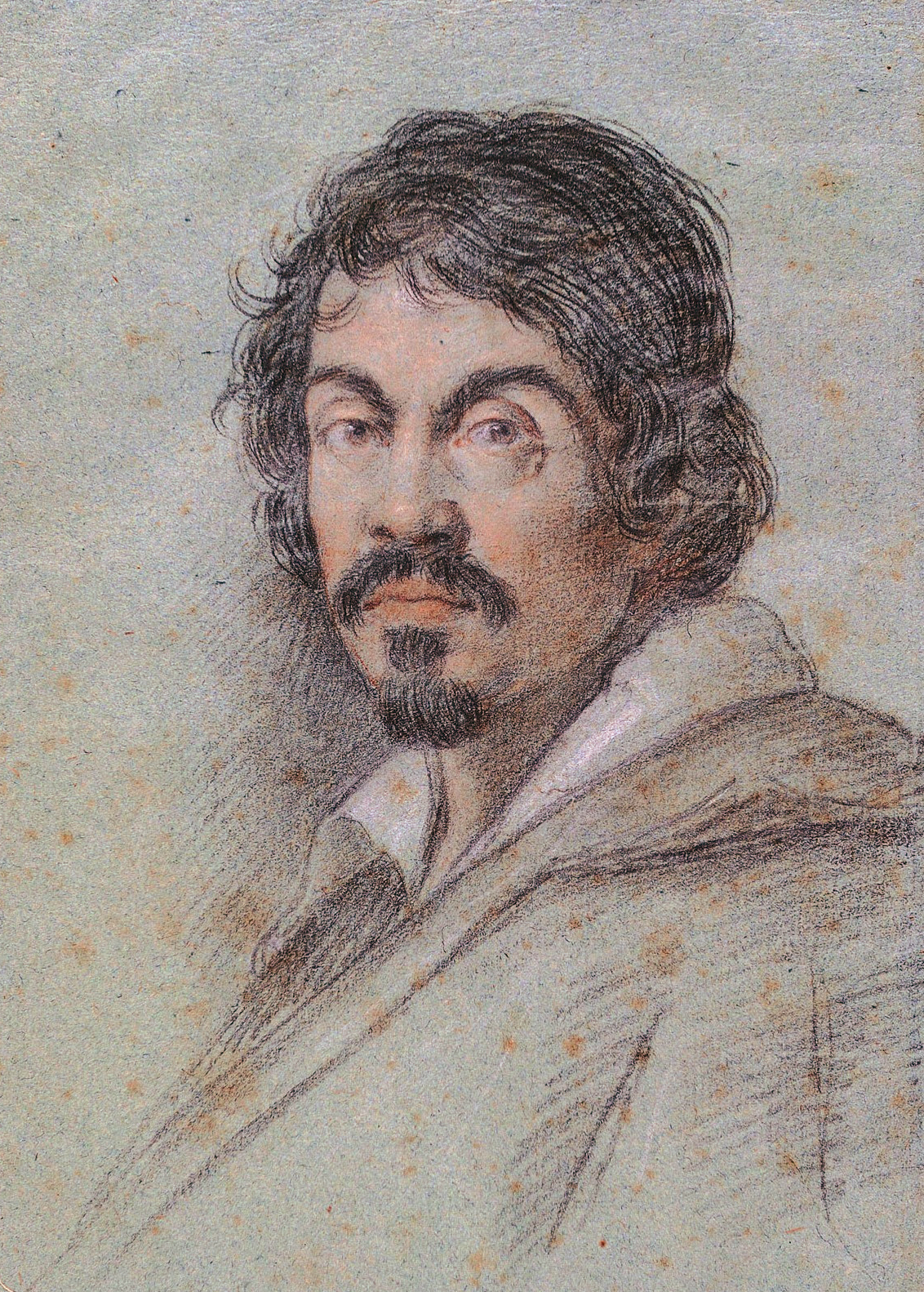
«Мікеланджело да Караваджо», бібліотека Маручелліана, Флоренція
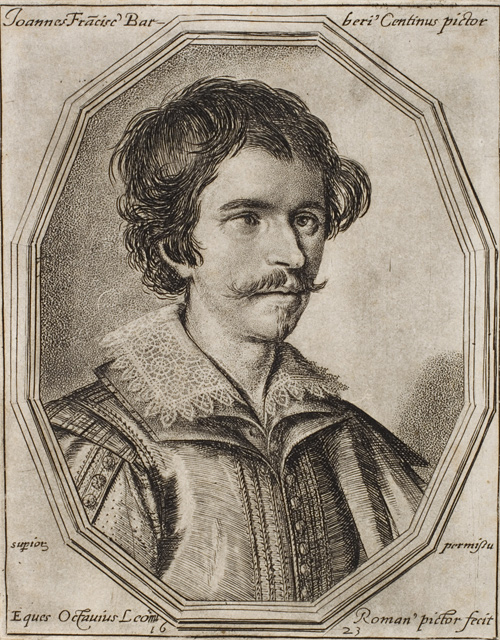
«Художник Гверчіно», гравюра, Музей мистецтв округу Лос-Анжелес
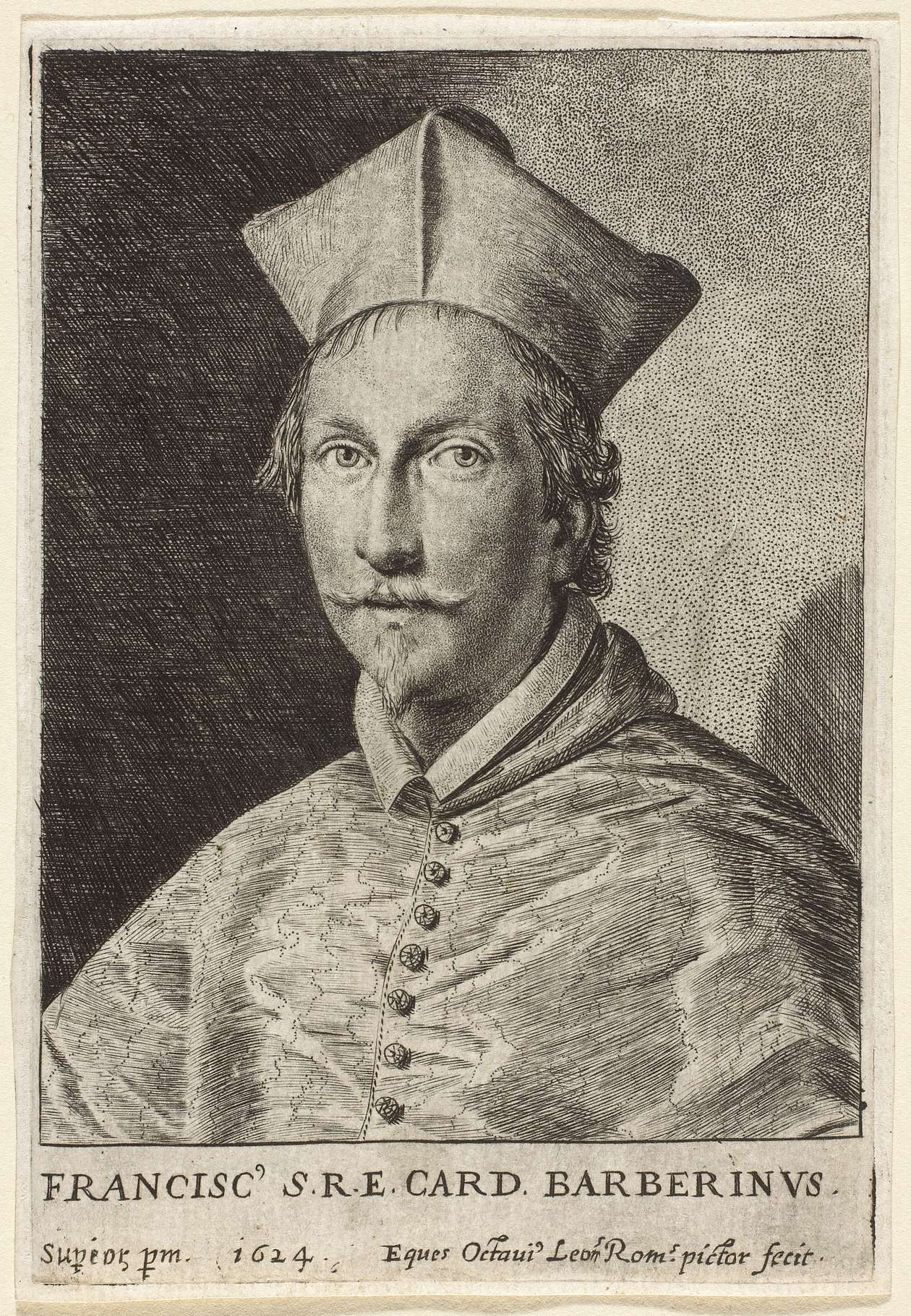
«Кардинал Франческо Барберіні», 1624, Національна галерея Канади
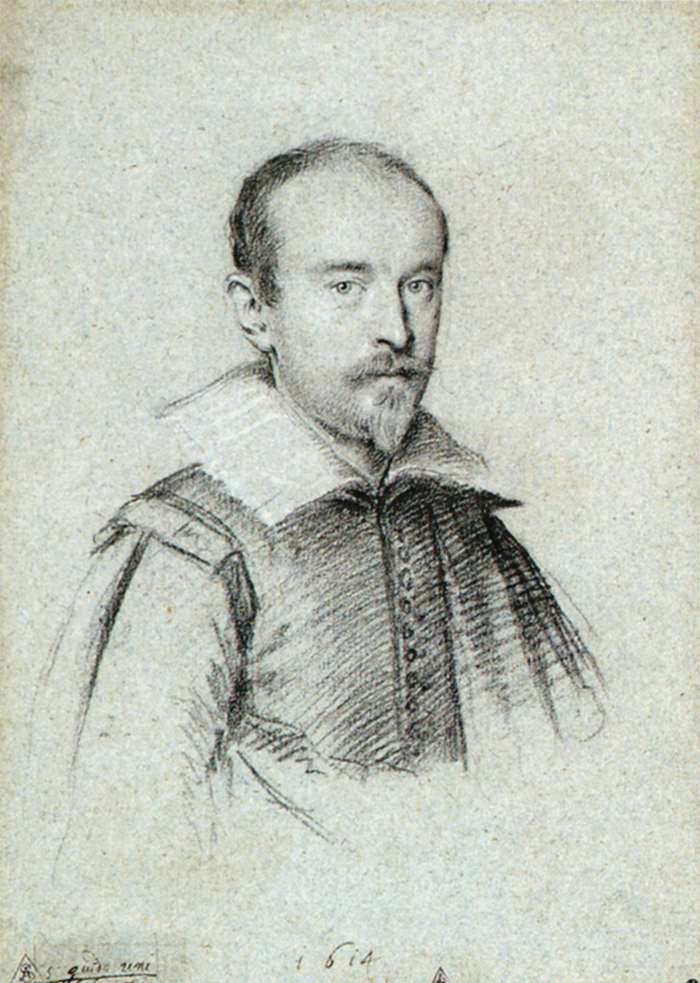
«Портрет Гвідо Рені», 1614, приватна збірка